# ایرزه
ایرزه (به آلمانی: Irsee) یک شهر در آلمان است که در استالگوی واقع شده‌است.